# Карликовая кукушка
Карликовая кукушка (лат. Chalcites minutillus) — вид птиц в семействе Cuculidae. Выделяют 11 подвидов. Ареал охватывает Юго-Восточную Азию, Новую Гвинею, а также северную и восточную Австралию. Ранее данный вид относили к роду Chrysococcyx. Это самая маленькая кукушка в мире. Естественной средой обитания являются субтропические или тропические влажные низинные леса. Основной гнездовой паразит птиц рода Gerygone. 

## Описание

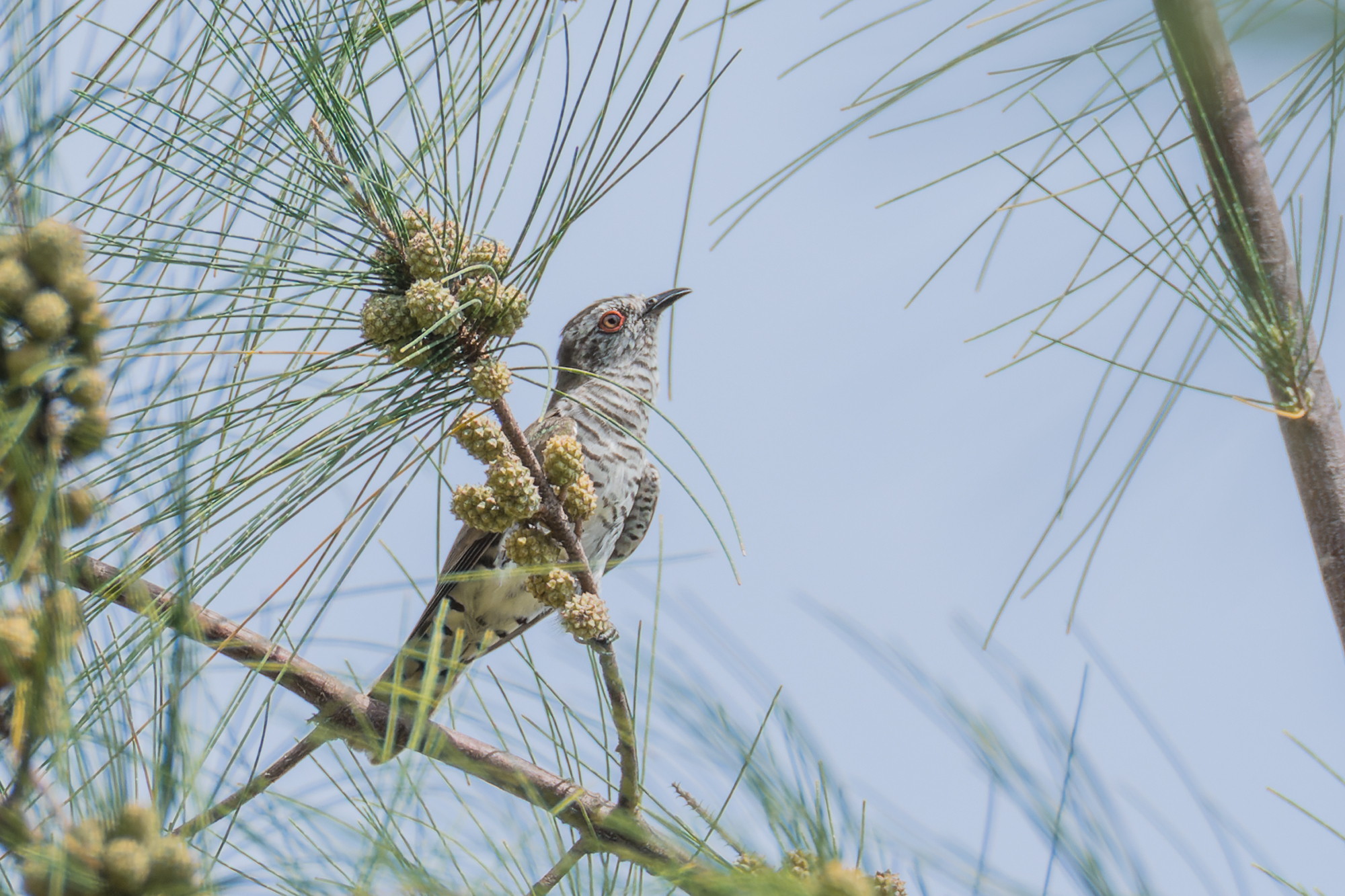
Карликовая кукушка на ветке сосны

Карликовая кукушка — самый мелкий представитель семейства кукушковых, достигает длины 14—17 см и массы от 14,5 до 23,0 г.

## Подвиды и распространение
Выделяют 11 подвидов:
- Chalcites minutillus peninsularis  (Parker, 1981) – южный Таиланд и Малайский полуостров
- Chalcites minutillus albifrons  Junge, 1938 – Суматра и западная Ява
- Chalcites minutillus aheneus  Junge, 1938 – Борнео и южные Филиппины
- Chalcites minutillus jungei  Stresemann, 1938 – Сулавеси, Флорес и остров Маду
- Chalcites minutillus rufomerus  (Hartert, 1900) – Малые Зондские острова
- Chalcites minutillus salvadorii  Hartert & Stresemann, 1925 – Острова Бабар
- Chalcites minutillus misoriensis  (Salvadori, 1876) – Биак (острова Схоутен)
- Chalcites minutillus poecilurus  (Gray, 1862) – побережье Новой Гвинеи и северный Квинсленд
- Chalcites minutillus minutillus  (Gould, 1859) – северная Австралия
- Chalcites minutillus barnardi  (Mathews, 1912) – восточная Австралия
- Chalcites minutillus russatus  (Gould, 1868) – встречается на северо-востоке Австралии, в Новой Гвинее.

Ранее выделяли подвид Chalcites minutillus crassirostris. Статус повышен до видового.